# 陳家偉 (香港政治人物)
陳家偉（英語：Chan Ka-wai，1962年—），現任新思維總幹事，香港民主黨前總幹事，於2000年至2007年間任九龍城區議會（黃埔東）區議員，並於2004至2007年間任九龍城區議會副主席。於2007年香港區議會選舉中，以500多票之差敗於法律學者梁美芬，未能連任。2007年至2011年任民主黨總幹事。
陳家偉已婚，是基督徒，擁有社會學碩士及香港中文大學崇基神學院神道學碩士學位。

## 爭議事件
2011年7月12日，陳家偉被傳媒揭發在尖沙咀香檳大廈涉嫌嫖妓，《東方日報》記者目擊陳在香檳大廈B座四樓鳳姐「婷婷」的房間逗留四十分鐘。之後陳否認，強調自己是付錢給鳳姐做「訪談」，並叫全裸鳳姐在他面前示範各種性愛姿勢，他在旁提點如何才是安全性行為。當晚，陳家偉以令黨聲譽受損為由，辭任民主黨總幹事及申請退黨，獲即時接納。